# Aït-Ben-Haddou
Aït-Ben-Haddou (em árabe: آيت بن حدّو; em tifinague: ⴰⵢⵜ ⵃⴷⴷⵓ) é uma cidade fortificada, ou alcácer (ksar), na região de  Souss-Massa-Drâa, Marrocos, na antiga rota de caravanas entre o Saara e Marraquexe. Situa-se numa colina do sopé do Alto Atlas, à beira do rio Unila, afluente do Ouarzazate, por sua vez afluente do Drá. A cidade é constituída por um grupo de várias pequenas fortalezas, ou casbás (kasbahs), chegando a ter dez metros de altura cada uma. A maioria dos habitantes da cidade vive agora numa aldeia mais moderna, no outro lado do rio; no entanto, oito famílias ainda vivem no alcácer
Ali foram filmados vários filmes famosos, incluindo Lawrence da Arábia, A Múmia, Gladiador, Alexandre e Príncipe da Pérsia, entre muitos outros.
O alcácer foi fundado em 757, e começou como a casa de uma família apenas, no entanto a povoação cresceu até ao seu tamanho actual. O túmulo do seu fundador, ibne Hadu está na base da colina, por trás da povoação.
O sítio foi declarado Património Mundial da UNESCO em 1987.